# Ton Roosendaal
Ton Roosendaal (20 marzo 1960) è un informatico olandese, fondatore della Blender Foundation e lead developer di Blender.
Nel 1988, Ton cofondò lo studio di animazione olandese NeoGeo, che diventò velocemente la maggiore animation house nei Paesi Bassi. Nel 1995 venne iniziata una riscrittura del software, e, nel 1998, Ton fondò una nuova compagnia chiamata Not a Number (NaN), con lo scopo di sviluppare ed espandere ulteriormente quello che in seguito sarebbe diventato Blender. L'interruzione degli investimenti esterni nel 2002 spinse Ton alla creazione della fondazione no profit Blender Foundation, che il 13 ottobre 2002 riuscì nell'intento di rendere Blender un progetto open source. In quel giorno, infatti, Blender venne rilasciato sotto licenza GNU General Public License, e da allora il suo sviluppo è portato avanti da volontari da tutto il mondo, sotto la guida di Ton.
Nel 2005, la Fondazione decise di far partire il "Project Orange", che produsse l'open movie Elephants Dream, il primo al mondo ampiamente riconosciuto per la qualità della sua realizzazione. Meno di un anno dopo, nell'aprile 2008, la Fondazione presentò un nuovo open movie, Big Buck Bunny, seguito dall'open game Yo Frankie! (settembre 2008),  e da Sintel, il 30 settembre 2010. Il suo ultimo progetto, Tears of Steel, è stato distribuito il 26 settembre 2012.